# Muara Siau (plaats)
Muara Siau is een bestuurslaag in het regentschap Merangin van de provincie Jambi, Indonesië. Muara Siau telt 901 inwoners (volkstelling 2010).